# Tarczka zarodkowa
Tarczka zarodkowa, blastodysk – mała grupa komórek w kształcie spłaszczonego dysku, z której w zapłodnionym jaju zaczyna się rozwijać embrion.